# Смрт Адолфа Хитлера
Адолф Хитлер, канцелар и диктатор нацистичке Немачке од 1933. до 1945. године, извршио је самоубиство хицем у главу 30. априла 1945. у Führerbunker у Берлину након што је постало јасно да ће Немачка изгубити битку за Берлин, што је довело до краја Другог светског рата у Европи. Ева Браун, његова супруга једног дана, такође је извршила самоубиство тровањем цијанидом. У складу са претходним Хитлеровим писменим и усменим упутствима, тог поподнева њихови остаци су однети уз степенице и кроз излаз за хитне случајеве бункера до баште Рајх канцеларија, где су поливени бензином и спаљени. Вест о Хитлеровој смрти објављена је на немачком радију следећег дана, 1 Може.
Очевици који су видели Хитлерово тело непосредно након његовог самоубиства, сведочили су да је он преминуо од самог наношења хица, за који је утврђено да је био хитац у слепоочницу. Отто Гунсцхе, Хитлеров лични ађутант, који је руковао оба тела, сведочио је да је Брауново смрдело на спаљене бадеме. – индикација тровања цијанидом – није било тог мириса по Хитлеровом телу које је мирисало на барут. Зубни остаци извађени из земље у башти су упарени са Хитлеровим стоматолошким картонима у мају 1945. Касније је потврђено да су остаци зуба Хитлерови.
Совјетски Савез је ограничио објављивање информација и објавио многе опречне извештаје о Хитлеровој смрти. Историчари су их углавном одбацили као део намерне кампање дезинформисања Јосифа Стаљина да би унели забуну у вези са Хитлеровом смрћу, или су покушали да их помире. Совјетски записи наводе да су спаљени остаци Хитлера и Брауна пронађени, упркос изјавама очевидаца да су скоро потпуно претворени у пепео. У јуну 1945. Совјети су почели да сеју две контрадикторне приче: да је Хитлер умро узимајући цијанид или да је преживео и побегао у другу земљу. Након опсежног прегледа, Западна Немачка је издала умрлицу 1956. Теорије завере о Хитлеровој смрти и даље привлаче интересовање.

## Претходни догађаји
Почетком 1945. нацистичка Немачка је била на ивици потпуног војног колапса. Пољска је пала од напредујуће совјетске Црвене армије, која се спремала да пређе Одру између Кустрина и Франкфурта на Одру са циљем да заузме Берлин 82 km (51 mi) на запад.  Немачке снаге су недавно изгубиле од савезника у Арденској офанзиви, са британским и канадским снагама које су прешле Рајну у немачко индустријско срце Рура.  Америчке снаге на југу заузеле су Лорену и напредовале су према Мајнцу, Манхајму и Рајни.  Немачке снаге у Италији су се повлачиле на север, пошто су биле притиснуте од стране снага САД и Комонвелта у оквиру пролећне офанзиве да напредују преко Поа и подножја Алпа.
Хитлер се повукао у Führerbunker у Берлину 16. јануара 1945. Нацистичком руководству је било јасно да ће битка за Берлин бити последња битка рата у Европи.  Око 325.000 војника немачке групе армија Б је опкољено и заробљено у Рурском џепу 18. априла, остављајући пут америчким снагама да стигну до Берлина. До 11. априла, Американци су прешли Елбу, 100 km (62 mi) западно од града.  Дана 16. априла, совјетске снаге на истоку прешле су Одру и започеле битку за Зеловске висове, последњу велику одбрамбену линију која штити Берлин на тој страни.  До 19. априла, Немци су се потпуно повукли са Зеловских висова, не остављајући линију фронта. Берлин је први пут бомбардовала совјетска артиљерија 20. априла, на Хитлеров рођендан. Увече 21. априла тенкови Црвене армије стигли су до предграђа града.
Хитлер је 21. априла наредио специјалном одреду којим је командовао СС - обергрупенфирер Феликс Штајнер да изврши контранапад на Совјете. На послеподневној ситуационој конференцији следећег дана, Хитлер је доживео нервни колапс када је обавештен да ова наређења нису поштована.  Кренуо је у тираду против својих генерала, називајући их издајничким и неспособним, што је кулминирало декларацијом – по први пут – да је рат изгубљен. Хитлер је најавио да ће остати у Берлину до краја и потом се убити. Касније тог дана, питао је СС лекара Вернера Хаасеа о најпоузданијем методу самоубиства. Хаасе је предложио "метод пиштоља и отрова" комбиновања дозе цијанида са метак у главу. Шеф Луфтвафеа Reichsmarschall Херман Геринг је сазнао за Хитлерово признање пораза и изјаву о намераваном самоубиству и послао је телеграм Хитлеру, тражећи дозволу да преузме вођство Рајха у складу са Хитлеровим декретом из 1941. којим је он именован за свог наследника.  Хитлеров секретар Мартин Борман убедио је Хитлера да је Герингово писмо покушај свргавања диктатора.  Као одговор, Хитлер је обавестио Геринга да ће бити погубљен ако не поднесе оставку на све своје функције. Касније тог дана, отпустио је Геринга из свих његових канцеларија и наредио његово хапшење. Хитлер је такође наредио свом главном помоћнику и ађутанту, Јулијусу Шаубу, да уништи заштићена документа и његов лични воз. 
До 27. априла, комуникација Берлина је била готово прекинута са остатком Немачке. Изгубљен је сигуран радио контакт са одбрамбеним јединицама; командно особље у Führerbunker морали су зависити од телефонских линија за доношење инструкција и наређења, а од јавног радија за вести и информације.  Хитлер је 28. априла примио извештај Би-Би-Сија који потиче од Ројтерса : у њему се наводи да је Reichsführer-SS Хајнрих Химлер је понудио да се преда западним савезницима. Понуда је одбијена. Химлер је имплицирао савезницима да има овлашћења да преговара о предаји, што је Хитлер сматрао издајом. Тог поподнева, Хитлеров бес и горчина прерасли су у бес против Химлера. Наредио је Химлерово хапшење, а СС- групенфирер Херман Фегелајн (Химлеров СС представник у Хитлеровом штабу) стрељан због дезертирања.
У то време, Црвена армија је напредовала до Потсдамер Плаца, отприлике километар удаљеног од бункера, и све је указивало на то да се спремају за јуриш на канцеларију Рајха. Овај извештај и Химлерова издаја подстакли су Хитлера да донесе последње одлуке у свом животу.  Убрзо после поноћи 29. априла   оженио се Евом Браун на малој грађанској церемонији у просторији са мапама у Führerbunker . Њих двоје су потом приредили скроман свадбени доручак, након чега је Хитлер одвео своју секретарицу Траудл Јунге у другу собу и издиктирао му последњу вољу и тестамент . То је оставило упутства која се морају извршити одмах након његове смрти, при чему су велики адмирал Карл Дениц и Јозеф Гебелс преузели Хитлерове улоге као шефа државе и канцелара. Хитлер је потписао ове документе у 04:00, а затим отишао у кревет. Неки извори кажу да је он диктирао последњу вољу непосредно пре венчања, али се сви слажу око времена потписивања.
Поподне 29. априла, Хитлер је сазнао да су његовог савезника, Бенита Мусолинија, погубили италијански партизани. Тела Мусолинија и његове љубавнице, Кларе Петачи, била су подигнута за пете. Лешеви су касније посечени и бачени у канализацију, где су им се ругали италијански дисиденти. Ови догађаји су можда ојачали Хитлерову одлучност да не дозволи да се од себе или његове жене прави „спектакл“, као што је раније записао у свом тестаменту. Хитлер је добио неке капсуле прусинске киселине од Химлера преко СС лекара Лудвига Стумпфегера, и у почетку је намеравао да их употреби за своје самоубиство. Када је добио вест да је Химлер контактирао савезнике преко шведског дипломате како би се договорио о окончању рата, Хитлер је био бесан. Са овом издајом у глави, Хитлер је почео да сумња да ли ће ампуле бити ефикасне. Наредио је Хаасеу да тестира један на свом псу Блонди . Капсула је радила – пас је одмах умро.
Хитлер и Браун живели су заједно као муж и жена у бункеру мање од 40 сати. До 01:00 30. априла, фелдмаршал Вилхелм Кајтел је известио да су све снаге од којих је Хитлер зависио да спасе Берлин или опкољене или присиљене да пређу у одбрану. Око 2:30, Хитлер се појавио у ходнику где се окупило двадесетак људи, углавном жена, да се опроште. Пошао је низ линију, руковајући се и разговарајући са сваким од њих, пре него што се повукао у своје одаје. Касно ујутру, са Совјетима на мање од 500 m (1.600 ft) из Фиреровог бункера, Хитлер је имао састанак са генералом Хелмутом Вајдлингом, командантом берлинске одбрамбене области. Вајдлинг је рекао Хитлеру да ће гарнизон вероватно остати без муниције те ноћи и да ће се борбе у Берлину неизбежно окончати у наредна 24 сата. Веидлинг је тражио дозволу за пробој ; ово је био захтев који је раније безуспешно поставио. Хитлер није одговорио, а Вајдлинг се вратио у свој штаб у Бендлерблоку . Око 13:00 добио је Хитлерову дозволу да покуша пробој те ноћи.  Хитлер, два секретара и његов лични кувар су затим ручали, након чега су се Хитлер и Браун опростили од чланова особља бункера и сапутника, укључујући Бормана, Гебелса, секретаре и неколико војних официра. Око 14:30 Адолф и Ева Хитлер ушли су у његову личну радну собу.  Хитлеров ађутант СС- штурмбанфирер Ото Гунше стајао је на стражи испред врата радне собе.
После неког времена, Хитлеров собар, Хајнц Линге, ушао је у предсобље Хитлерове одаје, где је открио да су врата затворена и осетио мирис дима барута. Линге се вратио у ходник где је стајао Борман, а затим су њих двојица заједно ушли у радну собу. Линге је касније изјавио да је, док је био у просторији, одмах приметио мирис спаљених бадема, што је уобичајено запажање у присуству цијановодоника .  Линге је видео тела Хитлера и Брауна како седе усправно на софи, а Хитлер са Браунове десне стране. Глава му је била нагнута удесно.  Гунсцхе је убрзо након тога ушао у радну собу. Он је описао Браунов леш као да се налази са Хитлерове леве стране, са подигнутим ногама и спуштеним од њега. Гунсцхе је изјавио да је Хитлер „седео... потонуо, а крв му је цурила из десне слепоочнице. Убио је себе сопственим пиштољем, Валтхер ППК 7.65 “.     Пиштољ је лежао код његових ногу.  Хитлерова крв која је цурила направила је велику мрљу на десном краку софе и накупљала се на тепиху.  Према Лингеу, Брауново тело није имало видљиве ране, а на лицу се видело како је умрла – од тровања цијанидом . [lower-alpha 17] Гунсцхе и СС- Brigadeführer Вилхелм Монке је „недвосмислено” изјавио да сви аутсајдери и они који су обављали дужности и рад у бункеру „нису имали никакав приступ” Хитлеровим приватним стамбеним просторијама за време смрти (између 15 и 16 часова). 
Гунсцхе је напустио радну собу и објавио да је Хитлер мртав групи у просторији за брифинг, у којој су били Гебелс и генерали Ханс Кребс и Вилхелм Бургдорф.  Ова тројица су, поред осталих, укључујући вођу Хитлерове омладине Артура Аксмана, прегледали тела.  Линге и још један човек умотали су Хитлерово тело у простирку, а затим су, у складу са Хитлеровим претходним писменим и усменим упутствима, његово и Брауново тело однешено уз степенице и кроз излаз за хитне случајеве бункера у башту иза канцеларије Рајха., где је требало да буду спаљени бензином. Иако је Хитлеров леш био делимично прекривен простирком, бројни сведоци су сведочили да су га препознали, јер му врх главе није био покривен, као ни потколенице и стопала. 
Телефонски оператер бункера СС- Oberscharführer Роцхус Мисцх је пријавио Хитлерову смрт Führerbegleitkommando ( Фухрер Есцорт Цомманд) Франз Сцхадле и вратио се до централе, касније се присјетивши да је неко викао да је Хитлерово тијело спаљено.  Након што први покушаји да се запали бензин нису успели, Линге се вратио у бункер и вратио се са дебелом ролном папира. Борман је запалио папире и бацио их на тела. Док су се два леша запалила, група укључујући Бормана, Гуншеа, Лингеа, Гебелса, Ериха Кемпку, Петера Хогла, Евалда Линдлофа и Ханса Рајсера подигла је руке у знак поздрава док су стајали испред врата бункера.
Око 16:15, Линге је наредио СС- Untersturmführer Хеинз Кругер и СС- Oberscharführer Вернер Швидел да замота тепих у Хитлеровој радној соби да га спали. Швидел је касније изјавио да је по уласку у радну собу видео локвицу крви величине „великог тањира“ поред наслона за руке на софи. Приметивши истрошену чахуру, сагнуо се и подигао је са места где је лежала на тепиху око 1 m (3 ft 3 in) из пиштоља 7,65. Двојица мушкараца уклонили су крвави тепих и однели га уз степенице и напоље у башту Канцеларије, где је стављен на земљу и спаљен.
Црвена армија је током поподнева гранатирала подручје уи око канцеларије Рајха. СС стражари су донели додатне лименке бензина за даље спаљивање лешева. Иако су лешеви спаљивани на отвореном, где је дистрибуција топлоте различита (за разлику од крематоријума), према речима очевидаца, велика количина горива примењеног од око 16:00 до 18:30 свела је остатке на нешто између угљенисане кости и гомиле пепела који су се распадали на додир. Отприлике у 18:30, Линдлоф (а можда и Рајсер) покрио је остатке пепела у плитком кратеру бомбе. Гранатирање и ватра из напалм запаљивих бомби настављени су до 2. маја. Током овог периода било је тешко провести било које време у башти због непрекидног гранатирања.

## Последице
Кребс се састао са совјетским генералом Василијем Чујковом нешто пре 04:00 1. маја, саопштивши му вест о Хитлеровој смрти, док је покушавао да преговара о прекиду ватре и отвори „мировне преговоре“. Јосиф Стаљин је обавештен о Хитлеровом самоубиству око 04:05 по берлинском времену, тринаест сати након догађаја. Захтевао је безусловну предају, за шта Кребс није имао овлашћење. Стаљин је желео потврду да је Хитлер мртав и наредио је контрашпијунажној јединици Црвене армије, СМЕРШ, да пронађе његов леш.
Први наговештај спољашњег света да је Хитлер мртав дошао је од самих Немаца. У ноћи 1. маја, Reichssender Hamburg радио станица је прекинула свој уобичајени програм да би објавила да је Хитлер умро тог поподнева, и представила његовог наследника, Деница. Дениц је позвао немачки народ да оплакује свог Фирера, за кога је рекао да је умро као херој бранећи престоницу Рајха. Надајући се да ће спасити војску и нацију преговорима о делимичној предаји Британцима и Американцима, Дениц је одобрио повлачење борбених снага на запад. Његова тактика је била донекле успешна: омогућила је око 1,8 милиона немачких војника да би избегли заробљавање од стране Совјета, али је то коштало високу цену у крвопролићу, пошто су трупе наставиле да се боре до 8. маја.
У раним јутарњим сатима 2. маја, Совјети су заузели канцеларију Рајха. Унутар Führerbunker, Кребс и Бургдорф су пуцали себи у главу. Почетком маја из земље су извађени Хитлерови и Браунови зубни остаци. Стаљин је био опрезан да верује да је Хитлер мртав и ограничио је објављивање информација јавности. До 11. маја, зубни асистент Кете Хојзерман и зубни техничар Фриц Ехтман, који су обоје радили за Хитлеровог зубара Хуга Блашкеа, [lower-alpha 20] идентификовали су остатке зуба Хитлера и Брауна. Обојица би провели године у совјетским затворима. Наводну совјетску обдукцију Хитлера објављену у јавности 1968. године користили су форензички одонтолози Реидар Ф. Согннаес и Фердинанд Стрøм да потврде аутентичност Хитлерових зубних остатака 1972. Француски форензички патолог Филип Шарлије је 2017. године такође пронашао остатке зуба у совјетским архивама, укључујући зубе на делу вилице, да се „савршено слажу“ са рендгенским снимцима снимљеним Хитлером 1944. године Чарлије је користио електронски микроскоп да испита зубни каменац, који је садржао само биљна влакна, што је детаљ у складу са Хитлеровим вегетаријанством. У мају 2018. Европски часопис за интерну медицину објавио је рад у коауторству Шарлијеа и још четири истраживача, који је закључио да ови остаци „не могу бити лажни”, наводећи да су они значајно истрошени. Нису откривени остаци барута, што указује да Хитлер није умро од прострелне ране кроз уста.
Почетком јуна 1945. СМЕРСХ је преместио остатке неколико појединаца, укључујући породицу Гебелс (Јозеф, Магда и њихова деца ), из Буха у Финов. Посмртни остаци Хитлера и Брауна наводно су такође били премештени, али је то највероватније совјетска дезинформација. Нема доказа да су било какви телесни остаци Хитлера или Брауна – са изузетком зубних остатака – пронашли су Совјети. Посмртни остаци породице Гебелс и других сахрањени су у шуми у Бранденбургу 3. јуна 1945. године, затим ексхумирани и пребачени у СМЕРСХ-ов нови објекат у Магдебургу, где су re-buried у фебруару 1946. До 1970. објекат је био под контролом КГБ- а и требало је да буде уступљен Источној Немачкој. Забринут да би познато нацистичко гробље могло постати неонацистичко светилиште, директор КГБ-а Јуриј Андропов одобрио је операцију ексхумације и уништавања распадајућих остатака. Дана 4. априла 1970. године, тим КГБ-а их је темељно кремирао и пепео бацио у реку Бидериц, притоку оближње Лабе.
Из политички мотивисаних разлога, Совјетски Савез је представљао различите верзије Хитлерове судбине. Дана 5 јуна, Совјети су тврдили да је његово тело прегледано и да је умро од тровања цијанидом. На конференцији за штампу 9. јуна, Совјети су рекли да заправо нису идентификовали тело и да је Хитлер вероватно побегао.  На питање у јулу 1945. како је Хитлер умро, Стаљин је рекао да живи "у Шпанији или Аргентини".  У новембру 1945, Дик Вајт, шеф контраобавештајне службе у британском сектору Берлина, дао је да истражи њихов агент Хју Тревор-Ропер . Његов извештај је проширен и објављен 1947. као Последњи дани Хитлера .  У годинама непосредно након рата, Совјети су тврдили да Хитлер није мртав, већ да је побегао и да је био заштићен од стране бивших западних савезника, да је био у франкистичкој Шпанији или негде у Јужној Америци.
Све до средине 1950-их, Амерички Федерални истражни биро и Централна обавештајна агенција добијали су многе трагове у којима се тврдило да је Хитлер можда још увек жив, а ниједном од њих није веровао. Документи су остали поверљиви до раних 2010-их, како је то дозвољено нацистичким Законом о откривању ратних злочина из 1998. године. Тајност којом је истрага била обавијена помогла је да подстакне теорије завере које су потврдиле Хитлеров опстанак.  Председавајући судија на суђењу Ајнзацгрупен у Нирнбергу Михаел Мусмано сматрао је да су све такве тврдње супротне доказима.
Између 1948. и 1952. године, усред поступка денацификације у Западној Немачкој, правни спорови око Хитлерове бивше имовине (укључујући Уметност сликања Јоханеса Вермера) били су ометани недостатком званичне изјаве о смрти. Почев од 1952. године, савезни суд у Берхтесгадену интервјуисао је 42 сведока о Хитлеровом самоубиству – иза затворених врата како би се избегло да сведочења утичу једни на друге. После четири године опсежног прегледа, судија Хајнрих Стефанус је закључио: „Више не може бити ни најмање сумње да је Адолф Хитлер 30. априла 1945. године својом руком прекинуо свој живот у Канцеларији, хицем у своју десну страну. храм." Извод из матичне књиге умрлих је издат 25. фебруара 1956. са приложеним извештајем на више од 1.500 страница. Средином 1956. припремљен је експертски криминолошки извештај од 80 страница, фокусирајући се на „значајне разлике“ између сведочења очевидаца и који је служио као одскочна даска за фотографске реконструкције. Балистички експерименти су организовани како би се утврдило која је интерпретација смртоносног хица највероватније. Изјава је постала јавна и правно обавезујућа до краја године. Хитлерова смрт је унета као претпоставка смрти на основу тога што нико од сведока није видео његово тело, што је немачки историчар Антон Јоахимсталер – који наводи нека од сведочанстава у својој књизи о диктаторовој смрти – истиче нетачно. Савезни суд је потом објавио сажетак својих чињеничних налаза у саопштењу за јавност из 1958. године.

### Даље совјетске истраге и дезинформације
Совјети су 11. децембра 1945. дозволили ограничену истрагу комплекса бункера од стране других савезничких сила (Британије, Француске и САД). Два представника сваке нације су посматрала неколико Немаца како копају земљу до бетонског крова бункера; ископавање је укључивало и кратер бомбе где су сахрањени Хитлерови спаљени остаци. Током ископавања пронађена су два шешира идентификована као Хитлерова, доњи веш са Брауновим иницијалима и неки извештаји Хитлеру од Гебелса. Совјетски народни комесаријат за унутрашње послове (НКВД) забранио је даља ископавања под оптужбом да су представници уклонили документе из Канцеларије Рајха.
Крајем 1945. Стаљин је наредио НКВД-у да формира другу комисију која ће истражити Хитлерову смрт.  Дана 30. маја 1946, агенти наследника НКВД-а, Министарства унутрашњих послова (МВД), пронашли су део лобање у кратеру где су ексхумирани Хитлерови остаци.  Остатак се састоји од дела потиљачне кости и дела обе паријеталне кости .  Скоро комплетна лева паријетална кост има рупу од метка, очигледно излазну рану.   Ово је остало некаталогизовано до 1975.  и поново је откривено у Руском државном архиву 1993.  Археолог и специјалиста за кости Ник Белантони са Универзитета у Конектикату је 2009. прегледао фрагмент лобање,  за који су совјетски званичници веровали да је Хитлеров. Према Белантонију, „кост је деловала веома танко“ за мушкарца, и „ шавови где се плоче лобање спајају изгледало је као да одговарају некоме млађем од 40 година“. Мали комадић одвојен од лобање је ДНК тестиран, као и крв са Хитлерове софе. Утврђено је да је лобања женска, док је потврђено да крв припада мушкој.
29. децембра 1949. Стаљину је предат тајни досије о Хитлеру, који је био заснован на испитивању нациста који су били присутни у Führerbunker</link> , укључујући Гунсцхеа и Лингеа.  Западним историчарима је било дозвољено да уђу у архиве бившег Совјетског Савеза почевши од 1991. године, али је досије остао неоткривен дванаест година; 2005. објављена је као Хитлерова књига . 
Године 1968. совјетски новинар Лев Безименски објавио је своју књигу Смрт Адолфа Хитлера која укључује раније необјављене фотографије зубних остатака. Књига транскрибује наводно совјетско форензичко испитивање које је водио Фауст Шкаравски, који је закључио да је Хитлер умро од тровања цијанидом. Безименски је даље теоретисао да је Хитлер тражио coup de grâce да би му обезбедио брзу смрт, али је касније признао да је његов рад укључивао „намерне лажи“, као што је начин Хитлерове смрти. Западни историчари су навелико исмевали књигу и наводну аутопсију. Јоацхимстхалер, у својој опсежној анализи околности у вези са Хитлеровом смрћу, цитира немачког патолога који је рекао о наводној обдукцији: „Извештај Беземенског је смешан... Било који од мојих помоћника би прошао боље... цела ствар је фарса ... то је неподношљиво лош посао... транскрипт обдукције од 8. [маја] 1945. описује све осим Хитлера." Новинар Џејмс П. О'Донел исправља тврдњу књиге да цијанид делује тренутно, рекавши да је Хитлер могао да узме отров и да је имао довољно времена да се убије.

## Наслеђе
Након Хитлерове смрти и каснијег завршетка Другог светског рата у Европи, Немачка је подељена на четири зоне од стране победоносних савезника, који су окупирали земљу. Ово је довело до почетка Хладног рата између Западног блока, који подржавају САД, и Источног блока, који подржава Совјетски Савез.  Поделу је неко време физички представљао Берлински зид, а на крају је уследило поновно уједињење Немачке 1990. и пад Гвоздене завесе 1991. године.
После Хитлерове смрти, ратни ветеран и будући амерички председник Џон Ф. Кенеди написао је у свом дневнику да је диктатор „имао мистерију о себи у начину на који је живео и у начину његове смрти који ће живети и расти после њега“. Историчар Јоаким Фест сматра да је Хитлерова смрт скоро „без трага“ омогућила да остане у очима јавности, дајући му „бизаран загробни живот“; теорија завере – укорењен у совјетским дезинформацијама о његовом опстанку – подстакао континуиране сумње и спекулације, укључујући необичне таблоидне и новинарске извештаје објављене крајем 20. века. Теорије завере о Хитлеровој смрти и о нацистичкој ери у целини и даље привлаче интересовање, а књиге, ТВ емисије и филмови настављају да се производе на ову тему. Историчар Лук Дејли-Гровс је написао да Хитлерова смрт није о смрти једног човека, већ да има већи значај за крај режима и идеолошки утицај који је оставио за собом.

## Галерија
- Јозеф Гебелс, његова супруга Магда и њихово шесторо деце. Уређен на фотографији позади је Гебелсов посинак,Харалд Кванд, једини члан породице који је преживео рат
- Хитлер (десно) у посети берлинским браниоцима почетком априла 1945. са Херманом Герингом (у средини) и шефом ОКВ фелдмаршала Вилхелмом Кајтелом (делимично сакривен)
- Хајнц Линге, Хитлеров собар, био је један од првих људи у Хитлеровој студији након самоубистава.
- Винстон Черчил седи на оштећеној столици из Führerbunker јула 1945
- Уништени Führerbunker (1947)
- Очевидац Артур Аксман износи детаље о Хитлеровој смрти у Нирнбергу 1947.